# Waschalkalien
Waschalkalien ist ein unspezifischer Sammelbegriff für Chemikalien, die in Waschmitteln eingesetzt werden, um den pH-Wert der wässrigen Lösung anzuheben und zu stabilisieren (pH-Puffer).
Der pH-Wert unterstützt die Waschkraft; es entsteht eine „Waschlauge“. Die Chemikalien können neben der Eigenschaft den pH-Wert anzuheben, noch andere Eigenschaften haben. In Waschmitteln, die Zeolithe als Enthärter verwenden, wird häufig Natriumcarbonat für den pH-Wert eingesetzt.
Durch ihre Verwendung quellen die Fasern auf und der Schmutz lässt sich leichter lösen.